# أحمد سرور
أحمد إبراهيم سرور خميس سالم (مواليد 7 يوليو 1999، لاعب كرة قدم إماراتي يجيد اللعب كلاعب وسط يلعب في نادي جلف.

## مسيرة اللاعب والأحصائيات

### المسيرة
- نادي الشارقة: بدأ أحمد سرور مسيرته في الفئات السنية لنادي الشارقة، وتم تصعيده إلى الفريق الأول في عام 2018.[2]
- نادي الحمرية: لعب لفترة مع نادي الحمرية في دوري الدرجة الأولى الإماراتي.
- نادي جلف إف سي: انضم لاحقًا إلى نادي جلف إف سي، حيث يحمل القميص رقم 88.

- الاحتراف في إسبانيا: في سبتمبر 2022، أعلن مجلس الشارقة الرياضي عن انتقال أحمد سرور إلى نادي مار مينور الإسباني، أحد أندية دوري الدرجة الثانية في إسبانيا، في خطوة تهدف إلى تطوير مستواه الفني واكتساب خبرة أوروبية.[3][4]

### الأحصائيات
شارك أحمد سرور في ثلاث مباريات ضمن كأس المحترفين الإماراتي، دون تسجيل أهداف أو تمريرات حاسمة.

## روابط خارجية
- أحمد سرور على موقع أرشيف الشارخ.

أحمد سرور